# Lorain (Ohio)

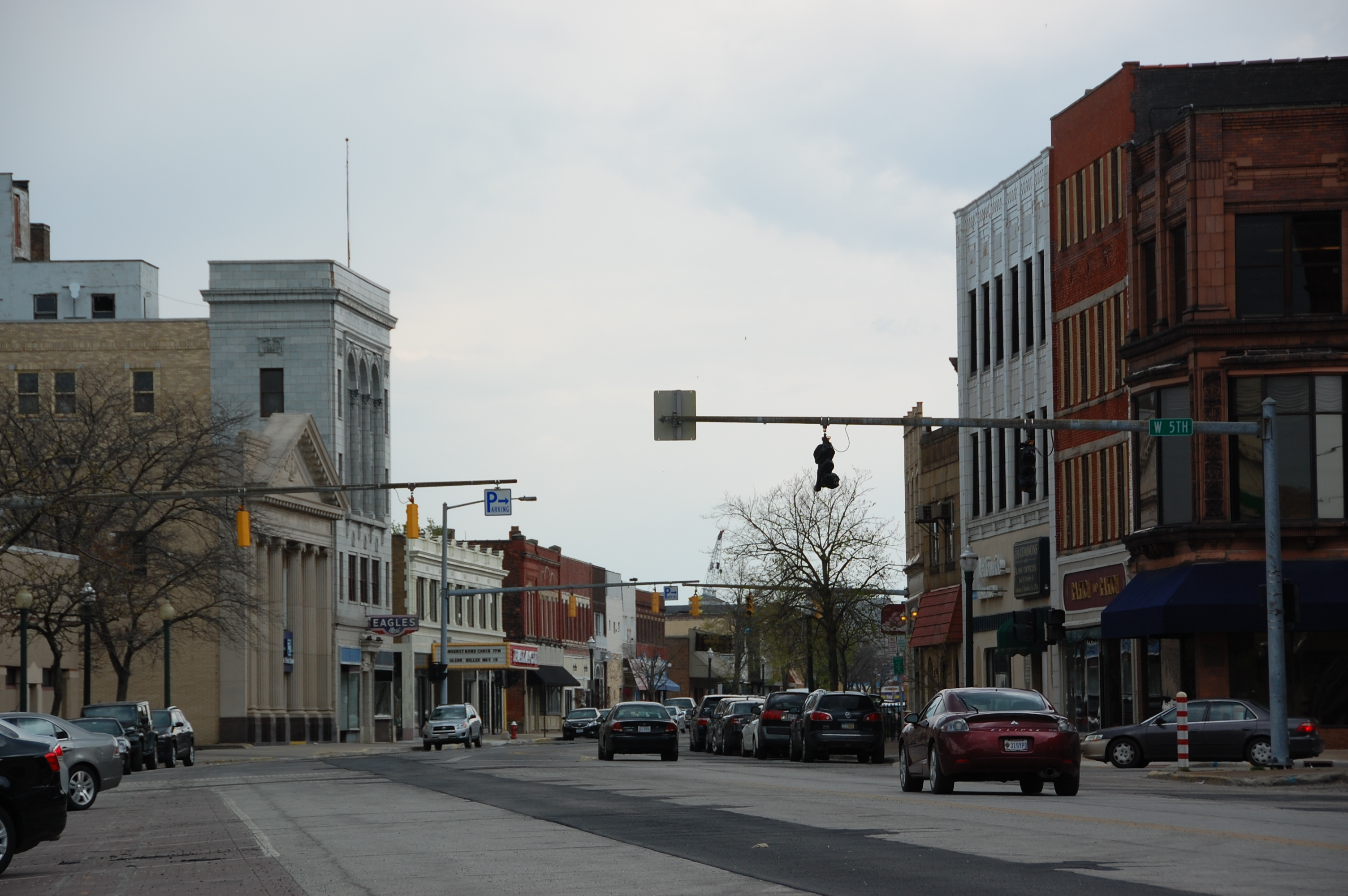
Śródmieście

Lorain – miasto w Stanach Zjednoczonych, w północnej części stanu Ohio, port nad jeziorem Erie, przy ujściu rzeki Black River. Z populacją 65,4 tys. mieszkańców jest 9. co do wielkości miastem stanu. Należy do obszaru metropolitalnego Cleveland. W mieście znajduje się duża marina jachtowa. 
Miasto posiada dużą populację Latynosów, która stanowi 28,2% mieszkańców, co jest sześciokrotnie więcej niż średnia stanowa. Większość Latynosów to Portorykańczycy.  
W mieście rozwinął się przemysł samochodowy, maszynowy, metalowy oraz hutniczy.
6,3% mieszkańców deklaruje polskie pochodzenie.

## Ludzie urodzeni w Lorain
- Toni Morrison (1931–2019) – laureatka literackiej Nagrody Nobla (1993)[7]
- Ernest King (1878–1956) – admirał floty
- Robert Overmyer (1936–1996) – astronauta
- Jason Molina (1973–2013) – piosenkarz
- Myron T. Herrick (1854–1929) – bankier i polityk, 42. gubernator Ohio